# Wunderteam (grupa artystyczna)
WUNDERTEAM – grupa artystyczna stworzona przez Wojciecha Dadę, Rafała Jakubowicza oraz Pawła Kaszczyńskiego (2002). Pierwszy raz wspólnie wystąpili podczas Festiwalu sztuki „Precedens_02” w Zielonej Górze (2002). W 2004 roku doszedł do nich Maciej Kurak, a w 2005 roku Włodzimierz Filipek. Z grupy odszedł Paweł Kaszczyński. Począwszy od 2005 roku grupa działała w składzie: Wojciech Dada, Włodzimierz Filipek, Rafał Jakubowicz, Maciej Kurak. W listopadzie 2005 roku zmarł Włodzimierz Filipek. 
Wunderteam nie miała stałego programu. Realizowała wystawy, akcje, wideo. Działała w przestrzeni publicznej. Prace grupy poruszają problem funkcjonowania człowieka w rzeczywistości, w której najważniejszą wartością jest wartość rynkowa. Dotyczą również tego, jak w tej rzeczywistości radzi sobie sztuka, która przez członków Wunderteam w sposób ironiczny poddawana bywała analizie, trywializowaniu, banalizowaniu. Wunderteam jest porównywana z takimi grupami artystycznymi, jak: AZORRO i Magisters.

## Wybrane akcje i wystawy
2002
- „Precedens_02”, Festiwal Sztuki – Galeria BWA, Galeria PWW, Zielona Góra
- „New Out” - podczas Festiwalu „Novart.pl” – Kraków
- „Będzie dobrze” – billboard (ul. Długa 80) – Galeria Zewnętrzna AMS, Kraków
- „Precedens_03”, Festiwal Sztuki – Galeria Sztuki Inny Śląsk / TCK, Tarnowskie Góry
- „Sąsiad(ka) / Nachbar(i)n” – WUK, Projektraum, Wiedeń, Austria

2003
- „No Future, No Problem” – Galeria Naród Sobie (Teatr Polski), Poznań
- „Misie tu podoba 4” – Galeria U Jezuitów, Poznań
- „Precedens_04”, Festiwal Sztuki – Galeria BWA, Zielona Góra
- „Precedens_06”, Festiwal Sztuki –TCK, Tarnowskie Góry

2004
- „Rozbieg” - Galeria r / Galeria Szyperska, Poznań
- „Jajo-jo” – Galeria BB, Kraków
- Bez tytułu. IV Edycja Triennale Młodych – Muzeum Rzeźby Współczesnej, Centrum Rzeźby Polskiej, Orońsko
- „Poznań Art Now” – Patio Galeria Sztuki, Łódź
- „Obraz kontrolny. Najnowsze wideo polskie” – Galeria Sztuki Współczesnej Bunkier Sztuki, Kraków
- „Skarby z podziemi / Schätze aus dem Untergrund / Poznań Clashes with Berlin” – Galeria ON, Poznań

2005
- „Cztery róże” – Centrum Sztuki Współczesnej Zamek Ujazdowski, Warszawa
- „Tęsknota za malarstwem” – Muzeum Ziemi Lubuskiej, Zielona Góra
- „Witajcie w mediach! / Welcome to the Media!” – Bałtycka Galeria Sztuki Współczesnej – Galeria Kameralna, Słupsk
- „Wunderkammer” – Museum Junge Kunst PackHof, Frankfurt n. Odrą, Niemcy
- „Wystawa przyjazna dzieciom / Wystawa nieprzyjazna dzieciom” – Galeria Ego, Poznań
- „Contact-Context. Neue Kunst aus Deutschland und Polnische Videokunst” – Künstlerforum, Galerie Victoria B, Bonn, Niemcy
- „Poznań Art Now II” – Galeria Bielska BWA, Bielsko-Biała

2006
- „Włodkowi” – Galeria Nowych Mediów, Gorzów Wielkopolski
- „Witajcie w mediach! / Welcome to the Media!” – Królikarnia, Warszawa
- „Out - or?” – w ramach Międzynarodowego Festiwalu Teatralnego „Malta”, Poznań